# Маркович, Джордже
Джо́рдже Ма́ркович (серб. Ђорђе Марковић / Đorđe Marković; 20 сентября 1987, Сараево) — сербский пловец, выступал за национальную сборную Сербии в конце 2000-х — начале 2010-х годов. Участник летних Олимпийских игр в Лондоне, финалист чемпионатов Европы и мира, победитель и призёр многих первенств национального значения в плавании вольным стилем.

## Биография
Джордже Маркович родился 20 сентября 1987 года в городе Сараево в Югославии, однако впоследствии переехал на постоянное жительство в Белград. Активно заниматься плаванием начал с раннего детства, проходил подготовку в белградском спортивном клубе «Партизан». Специализировался на плавании вольным стилем.
Первого серьёзного успеха на взрослом международном уровне добился в сезоне 2009 года, когда вошёл в основной состав сербской национальной сборной и побывал на чемпионате мира по водным видам спорта в Риме. Также, будучи студентом, представлял страну на домашней летней Универсиаде в Белграде. Год спустя выступал на гран-при Коламбуса в США, стартовал на чемпионате Европы в Будапеште. Ещё через год участвовал в австралийском национальном первенстве, выступал на гран-при Сербии в Зренянине, был участником чемпионата штата Квинсленд в Брисбене.
В 2012 году Маркович побывал на многих международных соревнованиях, в частности на чемпионате Европы в Венгрии, где занял 13 место в плавании на 400 метров вольным стилем, 12 место в плавании на 200 метров вольным стилем и 7 место в эстафете 4 × 200 метров вольным стилем. Благодаря череде удачных выступлений удостоился права защищать честь страны на летних Олимпийских играх в Лондоне — в зачёте 400 метров вольным стилем стартовал по восьмой дорожке во втором предварительном заплыве, тем не менее, показанное им время 3.55,35 оказалось недостаточным для попадания в полуфинальную стадию соревнований. В итоговом протоколе он расположился на 23 строке.
Вскоре после окончания лондонской Олимпиады Джордже Маркович принял решение завершить карьеру профессионального спортсмена, уступив место в сборной молодым сербским пловцам.